# Podział administracyjny Kościoła katolickiego w Iranie
Podział administracyjny Kościoła katolickiego w Iranie – obecnie na terenie Iranu istnieje jedna archidiecezja obrządku łacińskiego podlegająca bezpośrednio do Rzymu, 4 diecezje obrządku chaldejskiego i 1 diecezja obrządku ormiańskiego.

## Kościół chaldejski
- Archidiecezja Teheranu
- Archidiecezja Urmii
- Archieparchia Ahwazu
- Diecezja Salmas

## Kościół katolicki obrządku ormiańskiego
- Eparchia Isfahanu, podległa metropolii patriarchatu cylicyjskiego

## Kościół łaciński
- Archidiecezja teherańsko-isfahańska, podległa bezpośrednio Stolicy Apostolskiej.